# Tubeufia claspisphaeria
Tubeufia claspisphaeria är en svampart som beskrevs av Kodsueb 2004. Tubeufia claspisphaeria ingår i släktet Tubeufia och familjen Tubeufiaceae.   Inga underarter finns listade i Catalogue of Life.